# Albert Oesch (Geistlicher)
Albert Oesch (* 19. April 1897 in Balgach, Kanton St. Gallen; † 5. April 1962 in Jerusalem) war ein Schweizer römisch-katholischer Geistlicher. 

## Leben
Oesch studierte nach seiner Matura an der Stiftsschule Einsiedeln Philosophie und Theologie am Canisianum in Innsbruck und in der Schweiz an der Universität Freiburg. 1920 empfing er die Priesterweihe. Von 1920 bis 1929 war er Vikar in Flawil und wurde 1929 Pfarrer in Thal.
Oesch war zudem Präsident der „Association de la faculte americaine de Theologie“, einem schweizerisch-amerikanischen Hilfsvereins, und wesentlich eingebunden in das Exil der Innsbrucker Theologischen Fakultät in Sion von 1938 bis 1940.
Oesch war gut bekannt mit dem damaligen Kardinal-Staatssekretär Eugenio Pacelli, der seine privaten Ferien in der Abtei «Stella Maris», der heutigen Pädagogischen Hochschule St. Gallen in Rorschach, verbrachte. Pacelli, seit 1939 Papst Pius XII., beauftragte Oesch 1947 mit der Neustrukturierung des Ritterordens vom Heiligen Grab zu Jerusalem in der Schweiz und in den deutschsprachigen Ländern. 1947 konnte er zusammen mit Bischof Josephus Meile die Schweizerische Statthalterei neubegründen mit einer Magistral-Delegation. Papst Pius XII. setzte ihn als erster Grossprior ein; 1950 folgte ihm Josephus Meile. 1951 gab er den Impuls für die Wiedererrichtung und erste Investitur der österreichischen Statthalterei. Albert Oesch wurde im Mai 1953 auch Mitglied der Consulta des Ritterordens in Rom.
Oesch engagierte sich mit zahlreichen Projekten im Heiligen Land, vor allem für das Priesterseminar in Beit Jala. Er wurde auf dem Friedhof der Franziskaner auf Getsemani am Fuß des Ölbergs in Jerusalem von Vincent Gélat bestattet.

## Ehrungen
- Päpstlicher Geheimkämmerer durch Papst Pius XII. (1942)
- Apostolischer Protonotar durch Papst Pius XII. (1957)
- Ehrenbürger für Verdienste um die theologische Fakultät der Universität Innsbruck in schwerster Zeit (1958)
- Ehrendomherr der Grabeskirche in Jerusalem